# Boulevard des stars (Berlin)
Boulevard der Stars
Pour les articles homonymes, voir Boulevard des stars.
Le Boulevard des stars, (en allemand : Boulevard der Stars), est une allée de Berlin située à proximité de la Potsdamer Platz et où sont insérées sur la voirie piétonne des étoiles honorant des célébrités germanophones du milieu du cinéma, sur le modèle du Walk of Fame d'Hollywood.

## Historique
À l'issue de la Berlinale 2010, à la fin du mois de février, le projet du Boulevard des stars est présenté et la première étoile, celle de Marlène Dietrich, dévoilée. Le boulevard est réellement et officiellement inauguré le 10 septembre 2010 avec 39 étoiles supplémentaires.
Les étoiles, en laiton, comportent le nom de la personnalité honorée, ses activités principales (en allemand et anglais), ses années de naissance et de décès ainsi qu'un fac-similé de sa signature.

## Personnalités honorées

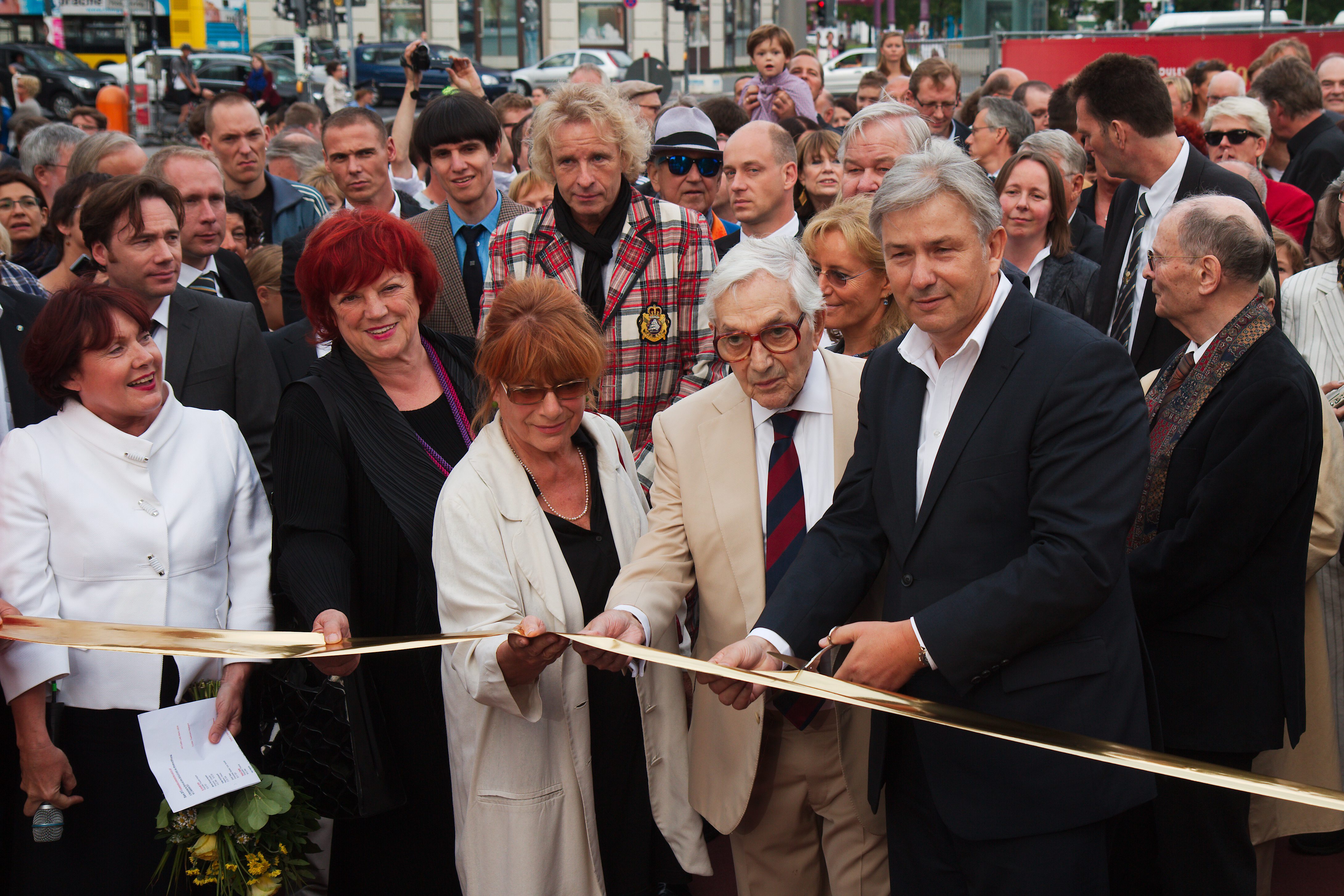
Plusieurs personnalités, parmi lesquelles le présentateur de télévision Thomas Gottschalk et le maire de Berlin, Klaus Wowereit.

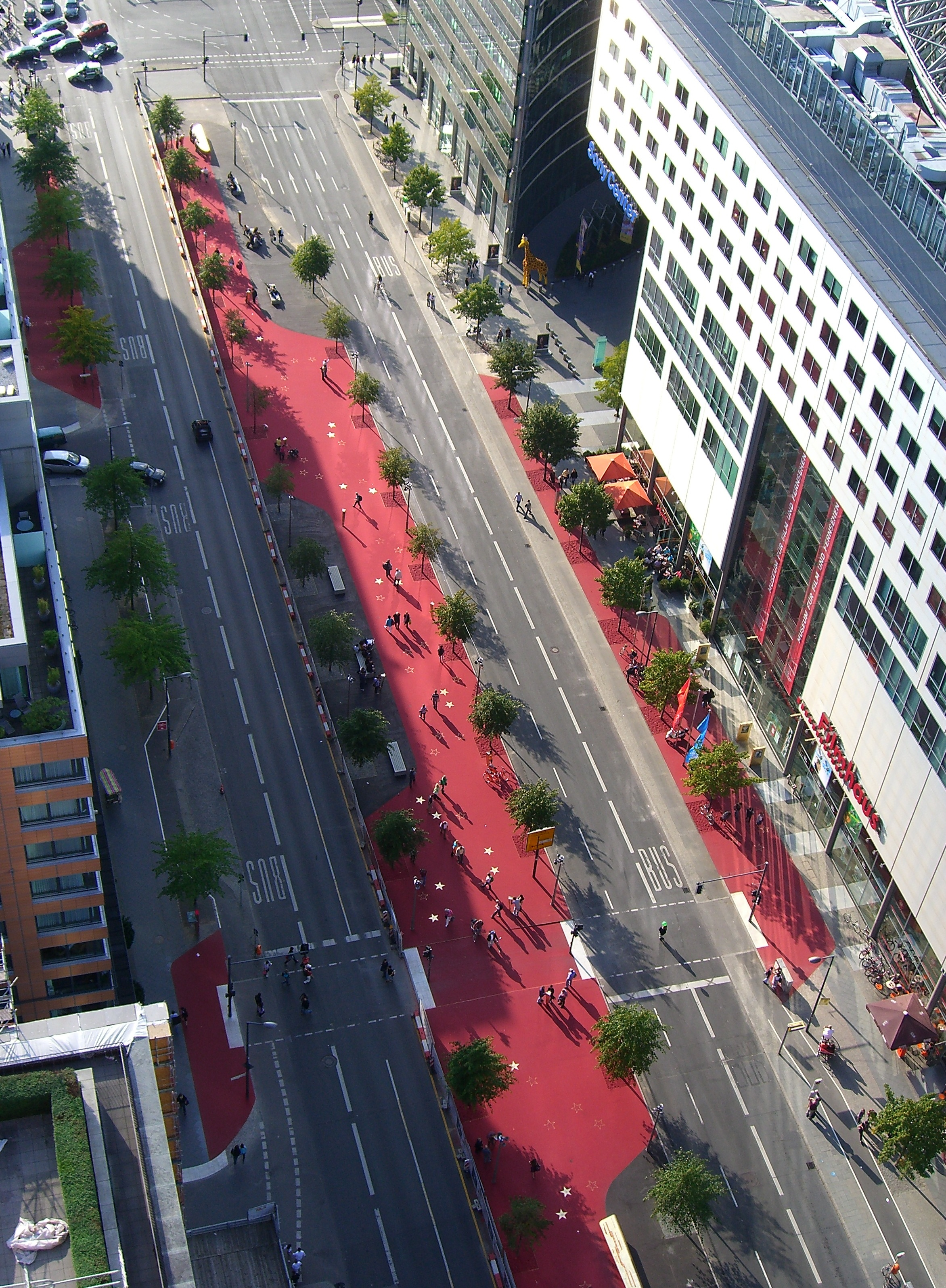
Le Boulevard des stars à Berlin.

Elles sont au nombre de 101 à la date de mai 2015 (Sauf mention contraire, ce tableau est issu de la page : (de) Boulevard der Stars#Geehrte Personen sur Wikipédia en allemand.) :
| Ken Adam                 | Décorateur                          | 3 septembre 2012  |
| Mario Adorf              | Acteur                              | 10 septembre 2010 |
| Fatih Akın               | Réalisateur                         | 12 avril 2011     |
| Hans Albers              | Acteur                              | 3 septembre 2012  |
| Michael Ballhaus         | Cadreur                             | 10 septembre 2010 |
| Barbara Baum             | Costumière                          | 10 septembre 2010 |
| Senta Berger             | Actrice                             | 12 avril 2011     |
| Frank Beyer              | Réalisateur                         | 12 avril 2011     |
| Artur Brauner            | Producteur                          | 10 septembre 2010 |
| Heinrich Breloer         | Auteur/Réalisateur                  | 3 septembre 2012  |
| Loriot                   | Acteur/Réalisateur                  | 10 septembre 2010 |
| Marlene Dietrich         | Actrice                             | 12 février 2010   |
| Doris Dörrie             | Réalisatrice/Productrice            | 10 septembre 2010 |
| Klaus Doldinger          | Compositeur                         | 10 septembre 2010 |
| Angelica Domröse         | Actrice                             | 10 septembre 2010 |
| Bernd Eichinger          | Producteur                          | 12 avril 2011     |
| Anke Engelke             | Actrice/Présentatrice de télévision | 12 avril 2011     |
| Rainer Werner Fassbinder | Réalisateur                         | 10 septembre 2010 |
| Eberhard Fechner         | Réalisateur                         | 12 avril 2011     |
| Karl Freund              | Cadreur                             | 3 septembre 2012  |
| Bruno Ganz               | Acteur                              | 10 septembre 2010 |
| Martina Gedeck           | Actrice                             | 12 avril 2011     |
| Götz George              | Acteur                              | 10 septembre 2010 |
| Thomas Gottschalk        | Présentateur de télévision/Acteur   | 3 septembre 2012  |
| Dominik Graf             | Réalisateur                         | 10 septembre 2010 |
| Helga Hahnemann          | Actrice                             | 10 septembre 2010 |
| Corinna Harfouch         | Actrice                             | 10 septembre 2010 |
| Reinhard Hauff           | Réalisateur                         | 3 septembre 2012  |
| Michael Herbig           | Acteur/Réalisateur/Producteur       | 3 septembre 2012  |
| Werner Herzog            | Réalisateur/Producteur              | 10 septembre 2010 |
| Werner Richard Heymann   | Compositeur                         | 3 septembre 2012  |
| Jutta Hoffmann           | Actrice                             | 12 avril 2011     |
| Hannelore Hoger          | Actrice                             | 3 septembre 2012  |
| Nina Hoss                | Actrice                             | 3 septembre 2012  |
| Carl-Franz Hutterer      | Cadreur                             | 3 septembre 2012  |
| Emil Jannings            | Acteur                              | 12 avril 2011     |
| Klaus Kinski             | Acteur                              | 12 avril 2011     |
| Alexander Kluge          | Réalisateur/Producteur              | 10 septembre 2010 |
| Hildegard Knef           | Actrice                             | 10 septembre 2010 |
| Wolfgang Kohlhaase       | Scénariste                          | 10 septembre 2010 |
| Siegfried Kracauer       | Critique et théoricien du cinéma    | 12 avril 2011     |
| Hans-Joachim Kulenkampff | Présentateur de télévision/Acteur   | 10 septembre 2010 |
| Gerhard Lamprecht        | Réalisateur                         | 3 septembre 2012  |
| Fritz Lang               | Réalisateur                         | 10 septembre 2010 |
| Ruth Leuwerik            | Actrice                             | 10 septembre 2010 |
| Ernst Lubitsch           | Réalisateur/Acteur                  | 12 avril 2011     |
| Carl Mayer               | Scénariste                          | 10 septembre 2010 |
| Wolfgang Menge           | Scénariste                          | 10 septembre 2010 |
| Brigitte Mira            | Actrice                             | 3 septembre 2012  |
| Armin Mueller-Stahl      | Acteur                              | 10 septembre 2010 |
| Ulrich Mühe              | Acteur                              | 12 avril 2011     |
| Friedrich Wilhelm Murnau | Réalisateur                         | 3 septembre 2012  |
| Asta Nielsen             | Actrice                             | 10 septembre 2010 |
| Max Ophüls               | Réalisateur                         | 10 septembre 2010 |
| Wolfgang Petersen        | Réalisateur                         | 10 septembre 2010 |
| Erich Pommer             | Producteur                          | 12 avril 2011     |
| Peter Przygodda          | Cutter                              | 10 septembre 2010 |
| Liselotte Pulver         | Actrice                             | 12 avril 2011     |
| Luise Rainer             | Actrice                             | 5 septembre 2011  |
| Edgar Reitz              | Réalisateur/Producteur              | 10 septembre 2010 |
| Günter Rohrbach          | Producteur                          | 10 septembre 2010 |
| Volker Schlöndorff       | Réalisateur                         | 3 septembre 2012  |
| Jan Schlubach            | Décorateur                          | 10 septembre 2010 |
| Romy Schneider           | Actrice                             | 10 septembre 2010 |
| Werner Schroeter         | Réalisateur                         | 12 avril 2011     |
| Til Schweiger            | Acteur/Réalisateur/Producteur       | 12 avril 2011     |
| Hanna Schygulla          | Actrice                             | 10 septembre 2010 |
| Max Skladanowsky         | Réalisateur                         | 10 septembre 2010 |
| Wolfgang Staudte         | Réalisateur                         | 12 avril 2011     |
| Katharina Thalbach       | Actrice/Réalisatrice                | 3 septembre 2012  |
| Ruth Toma                | Scénariste                          | 3 septembre 2012  |
| Georg Stefan Troller     | Réalisateur                         | 10 septembre 2010 |
| Margarethe von Trotta    | Actrice/Réalisatrice                | 10 septembre 2010 |
| Ulrich Tukur             | Acteur                              | 3 septembre 2012  |
| Jost Vacano              | Cadreur                             | 12 avril 2011     |
| Karl Valentin            | Acteur/Réalisateur                  | 3 septembre 2012  |
| Wim Wenders              | Réalisateur                         | 10 septembre 2010 |
| Billy Wilder             | Réalisateur/Scénariste              | 10 septembre 2010 |
| Konrad Wolf              | Réalisateur                         | 10 septembre 2010 |
| Regina Ziegler           | Productrice                         | 3 septembre 2012  |
| Hans Zimmer              | Compositeur                         | 12 avril 2011     |
| Hannelore Elsner         | Actrice                             | 4 septembre 2014  |
| Kurt Gerron              | Acteur, réalisateur                 | 4 septembre 2014  |
| Thea von Harbou          | Scénariste, réalisatrice            | 4 septembre 2014  |
| Helmut Käutner           | Réalisateur                         | 4 septembre 2014  |
| Judith Kaufmann          | Directrice de la photo              | 4 septembre 2014  |
| Hardy Krüger             | Acteur                              | 4 septembre 2014  |
| Helke Misselwitz         | Réalisatrice                        | 4 septembre 2014  |
| Barbara Sukowa           | Actrice                             | 4 septembre 2014  |
| Tom Tykwer               | Réalisateur                         | 4 septembre 2014  |
| Christoph Waltz          | Acteur                              | 4 septembre 2014  |
| Andreas Dresen           | Réalisateur                         | 2015              |
| Claudia Michelsen        | Actrice                             | 2015              |
| Daniel Brühl             | Acteur                              | 2015              |
| Diane Kruger             | Actrice                             | 2015              |
| Egon Günther             | Réalisateur                         | 2015              |
| Gernot Roll              | Directeur de la photographie        | 2015              |
| Georg Wilhelm Pabst      | Réalisateur                         | 2015              |
| Heike Merker             | Maquilleuse                         | 2015              |
| Lotte Reiniger           | Réalisatrice de films d'animation   | 2015              |
| Otto Sander              | Acteur                              | 2015              |

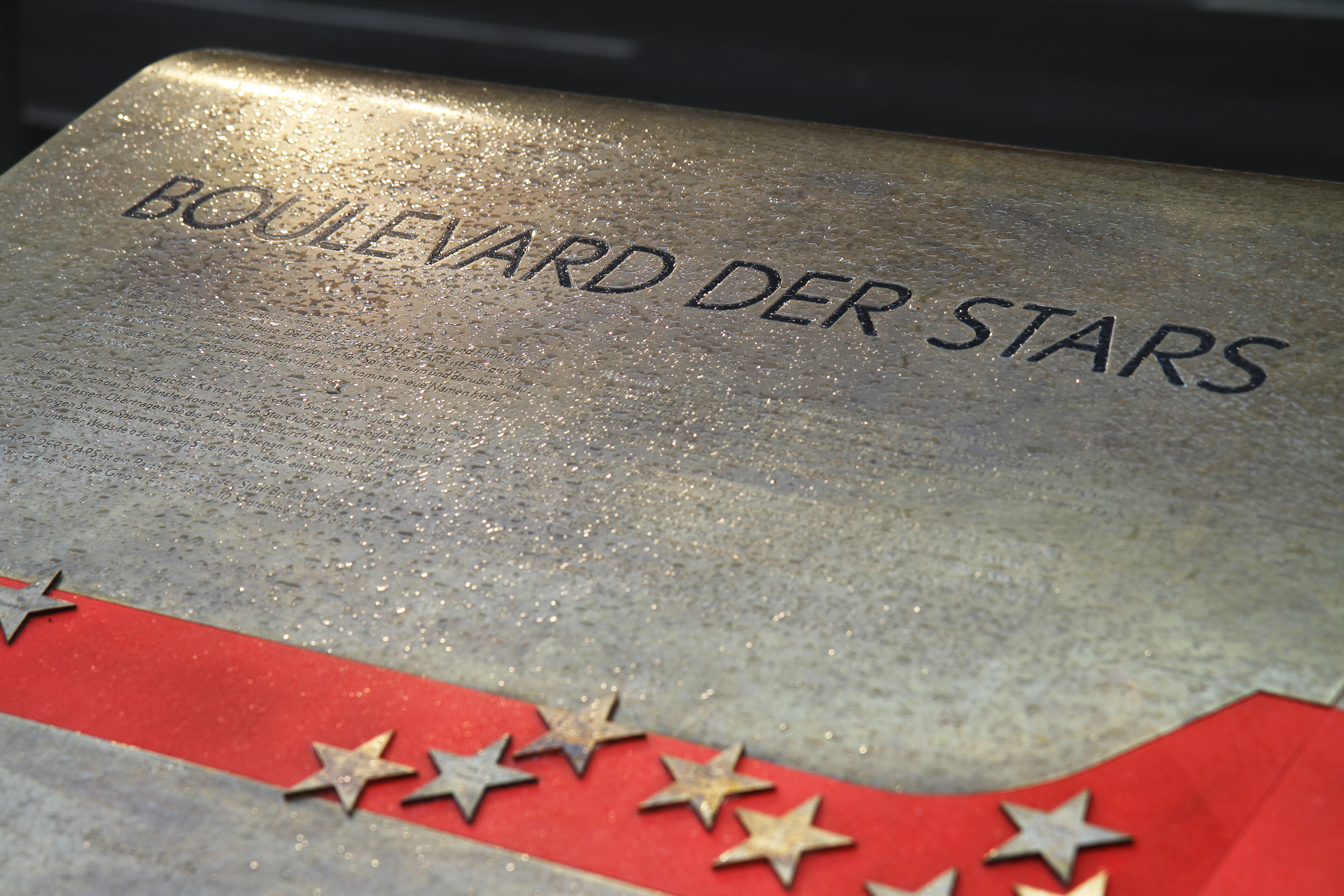
Plaque « Boulevard der stars » en allemand.
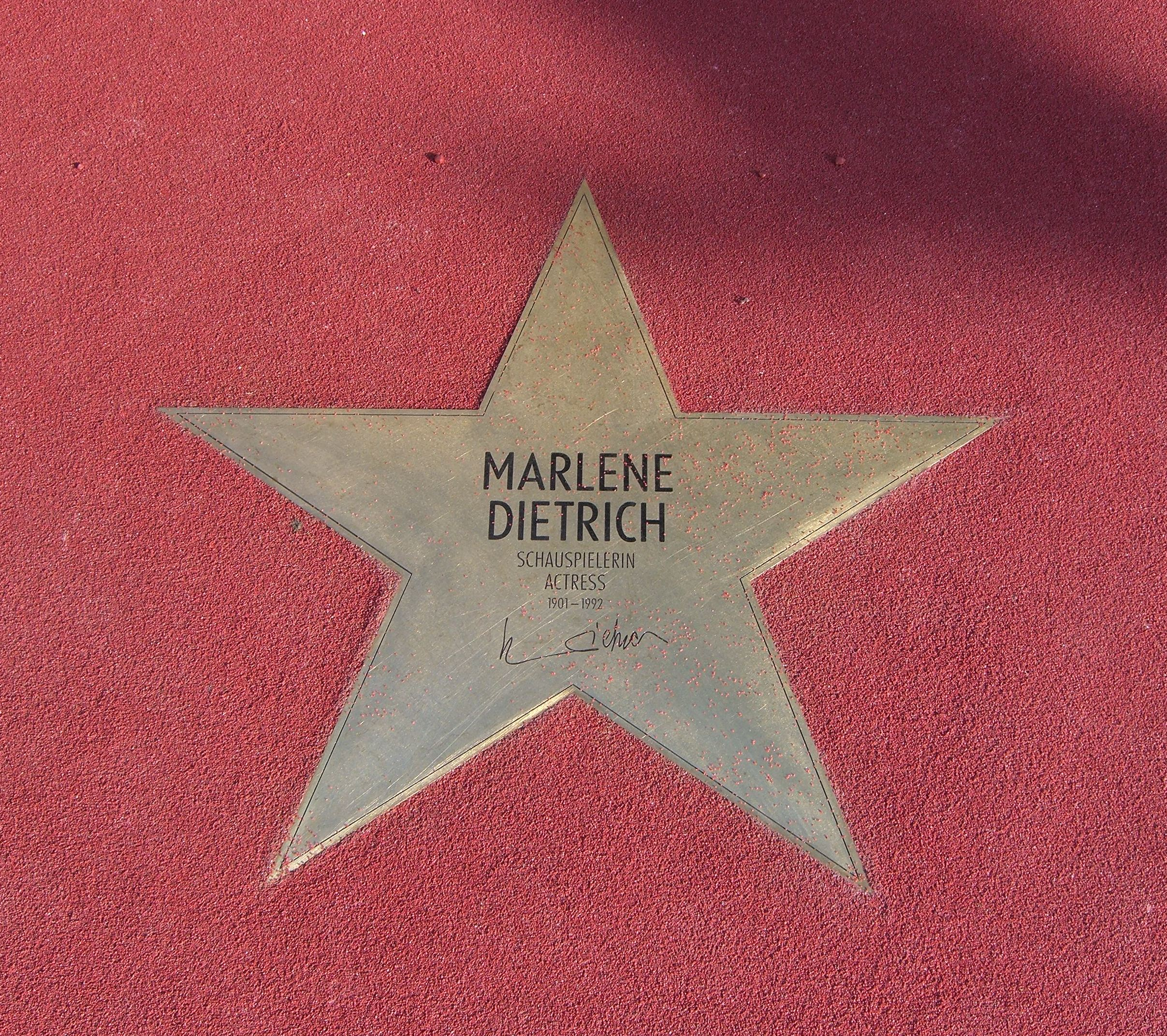
Étoile de Marlene Dietrich.
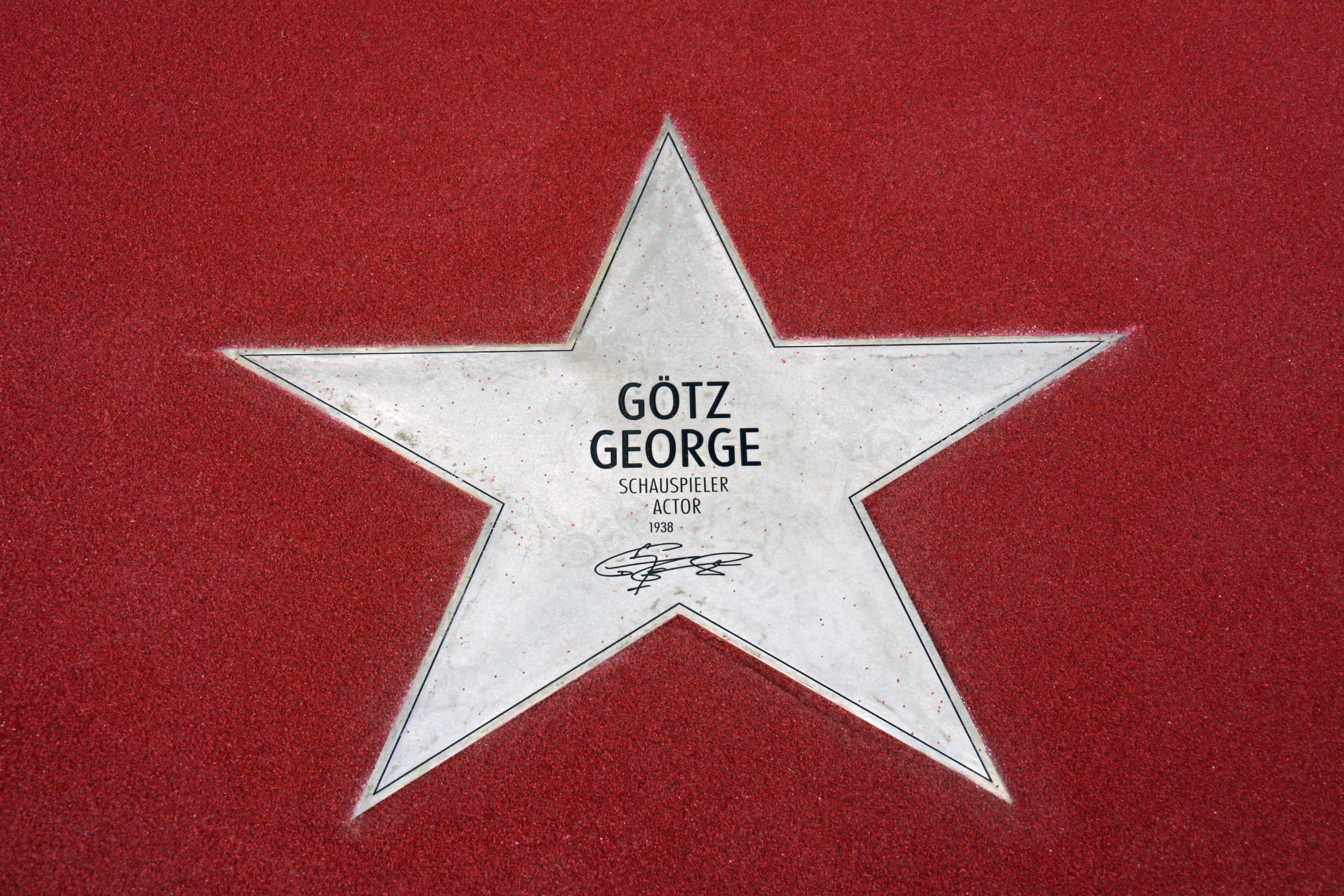
Étoile de Götz George.
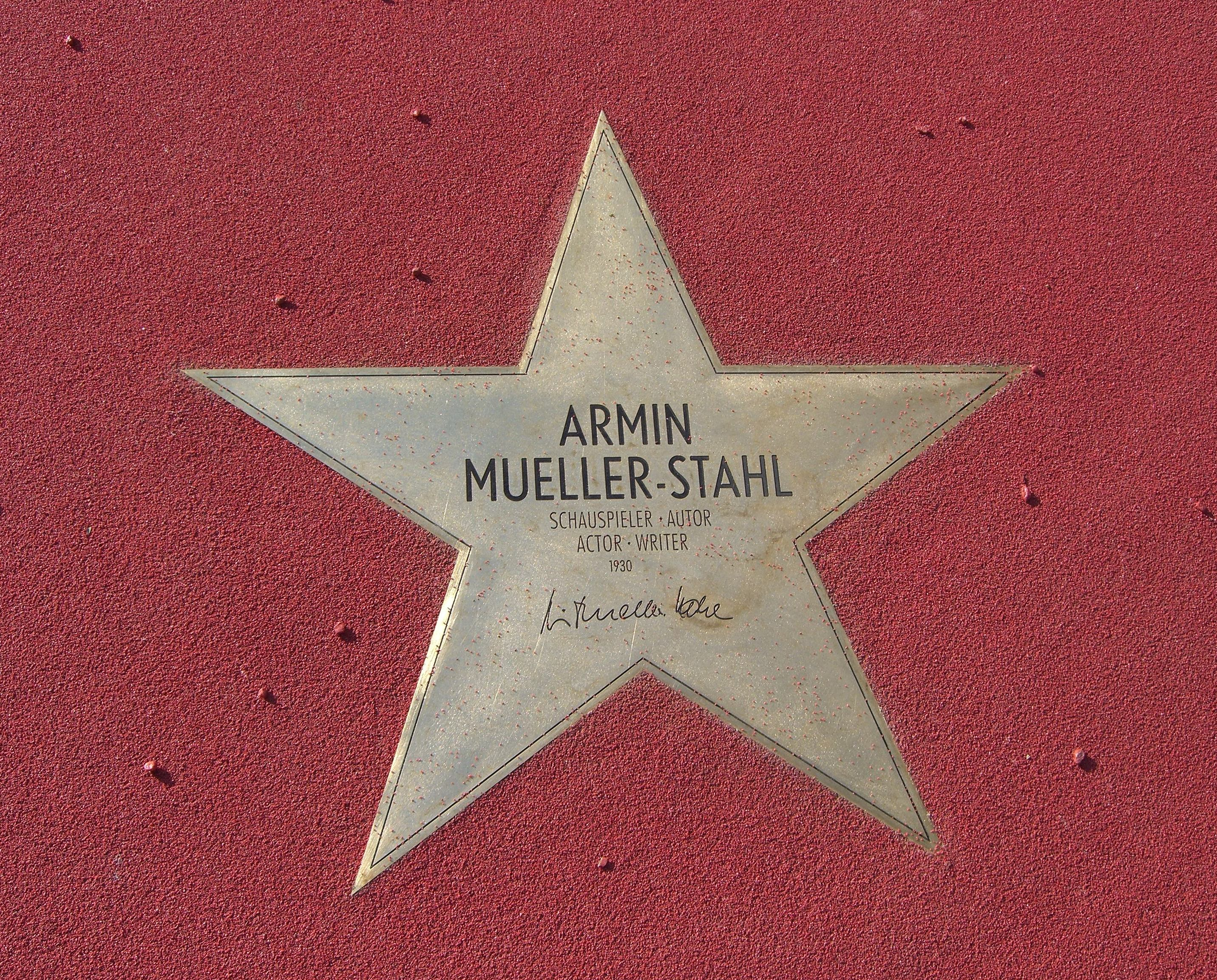
Étoile d'Armin Mueller-Stahl.

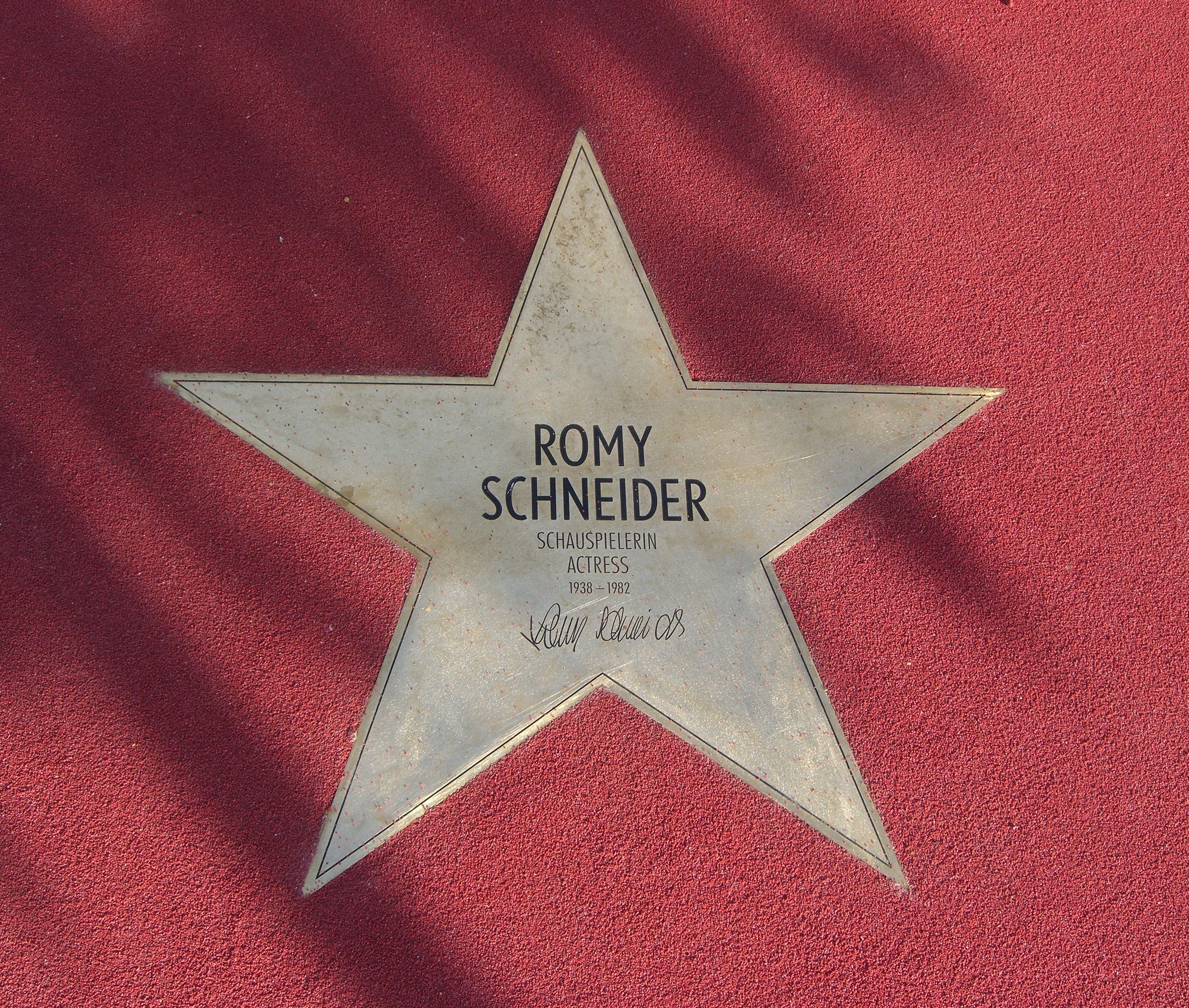
Étoile de Romy Schneider.
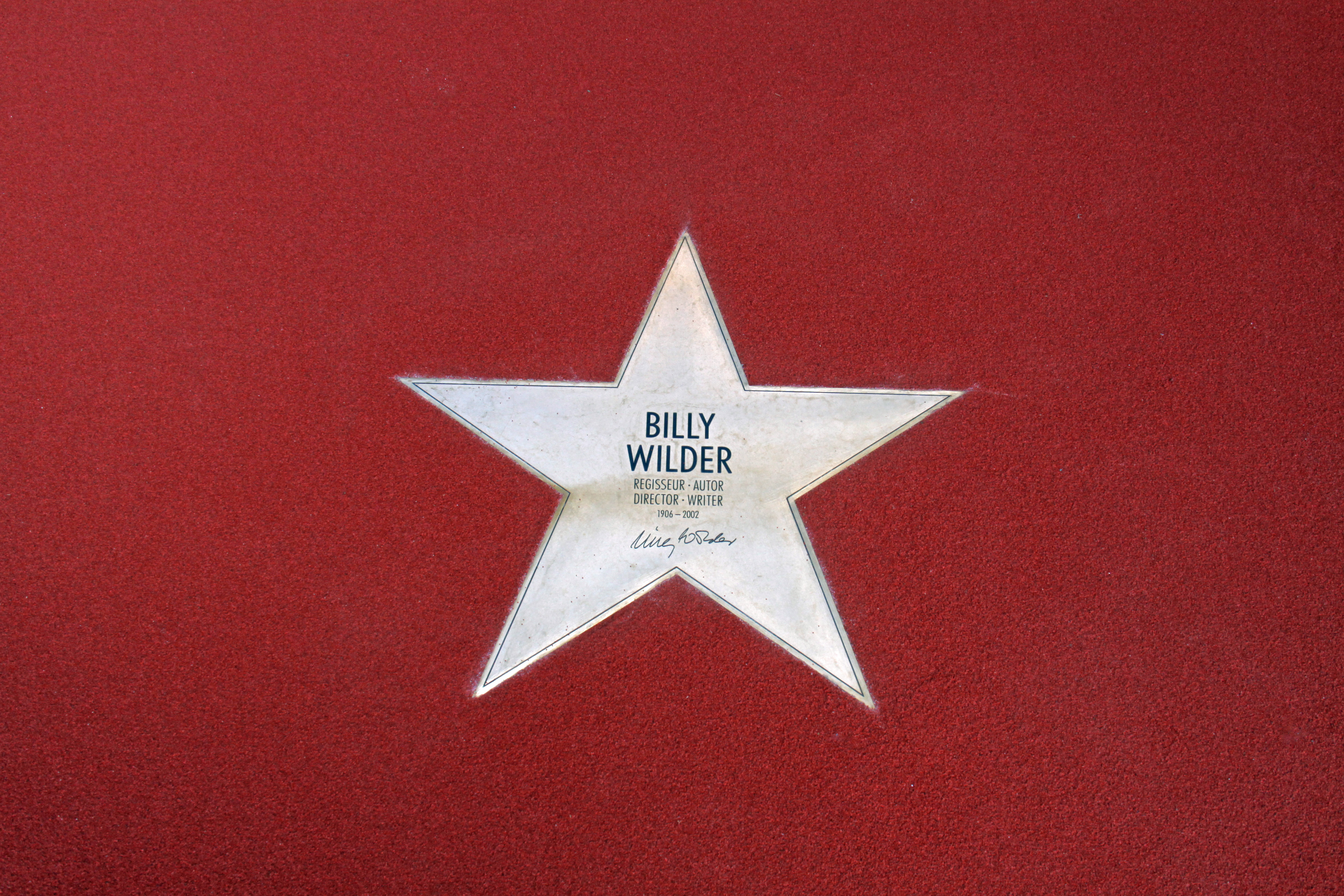
Étoile de Billy Wilder.
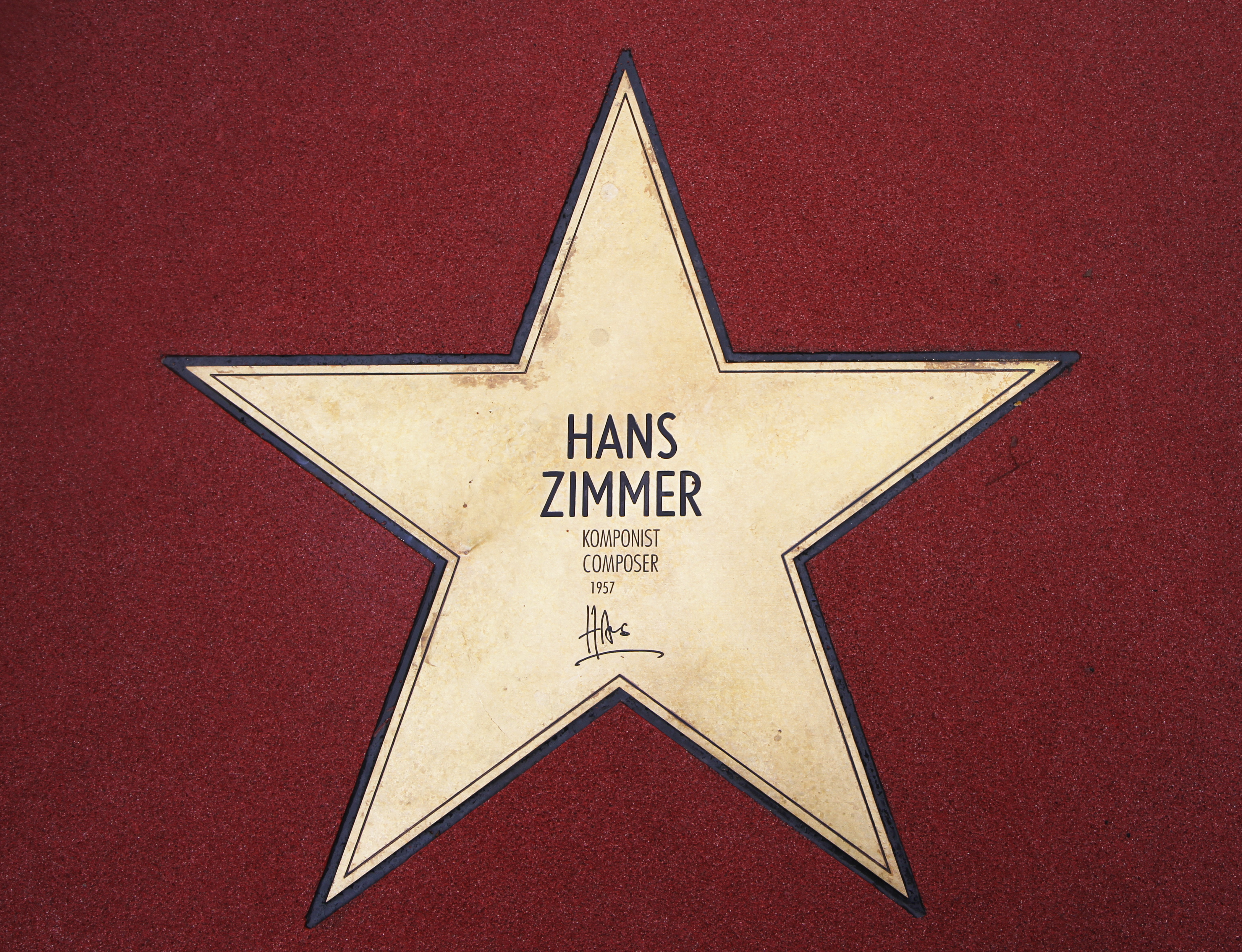
Étoile de Hans Zimmer.